# Cantone di Exmes
Il Cantone di Exmes era una divisione amministrativa dell'arrondissement di Argentan.
È stato soppresso a seguito della riforma complessiva dei cantoni del 2014, che è entrata in vigore con le elezioni dipartimentali del 2015.
Comprendeva i comuni di:
- Avernes-sous-Exmes
- Le Bourg-Saint-Léonard
- La Cochère
- Courménil
- Exmes
- Fel
- Ginai
- Omméel
- Le Pin-au-Haras
- Saint-Pierre-la-Rivière
- Silly-en-Gouffern
- Survie
- Villebadin